# تلمبه منصوری ۲
تلمبه منصوری ۲، یک منطقه مسکونی از توابع بخش نگار، شهرستان بردسیر در استان کرمان ایران است.

## جمعیت
این روستا در دهستان نگار قرار دارد و براساس سرشماری مرکز آمار ایران در سال ۱۳۹۵، جمعیت آن ۸ نفر (۴ خانوار) بوده‌است.